# Sicherheitsdruckerei
Sicherheitsdruckereien sind spezielle Druckereien, die Rohstoffe und Fertigungsverfahren aus nicht allgemein zugänglichen Quellen verwenden und deren Erzeugnisse einen angemessenen Schutz vor Fälschung aufweisen.

## Produkte und Drucktechnologie

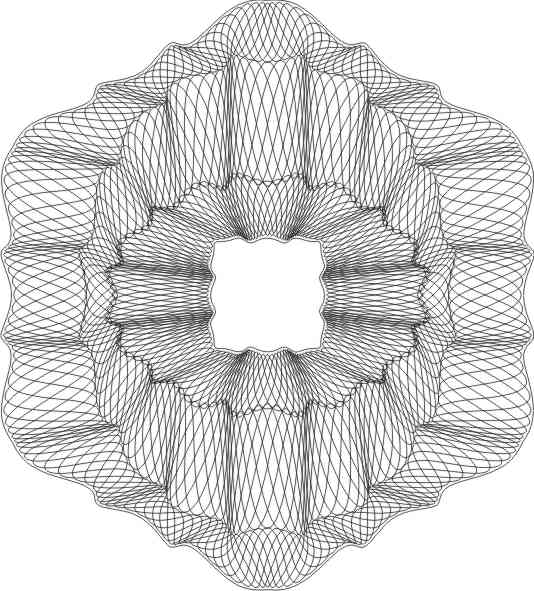
Guilloche als Sicherheitsmerkmal

Typische Produkte einer Sicherheitsdruckerei sind Ausweise, Banknoten, Aktien, aber auch Eintrittskarten, Gutscheine oder Landkarten. Je nach Schutzwürdigkeit des Druckgutes kommen dabei verschiedene Technologien zum Einsatz:
- Mikroschrift[2]
- Stahlstich bzw. Intagliodruck
- Aufbringen von Folien und Hologrammen[1][2]
- Barcodes und Zahlenkombinationen (Nummerierung der Druckstücke)[1][2]
- Guillochen, insbesondere beim Druck von Banknoten und Wertpapieren[1][2]
- Irisdruck[2]

Neben diesen Drucktechniken werden Sicherheitsmerkmale im Papier eingearbeitet, beispielsweise Wasserzeichen, UV-Prägungen, thermoreaktives Papier, im Papier eingebrachte Planchetten oder (UV-fluoreszierenden) Sicherheitsfäden. Darüber hinaus werden besondere Farben eingesetzt, deren Eigenschaften nicht oder schwer kopierbar sind. Zum Einsatz kommen thermoreaktive Farben und Farben mit physikalischen Eigenschaften, die sich durch technische Prüfgeräte testen lassen und so eine maschinelle Prüfung der Echtheit ermöglichen.
Die zusammengefassten Sicherheitsmerkmale, die zum Schutz des Druckgutes eingebracht werden, bezeichnet man Sicherheitsgestaltung. Die Sicherheitsgestaltung erzeugt den Schutz des Druckguts in der Kombination von Sicherheitspapier, speziellen Druckfarben und Druck- bzw. Produktionstechniken. Insbesondere moderne Banknoten kombinieren verschiedene Sicherheitsmerkmale, um den Schutz vor Nachahmung zu verbessern.

## Organisation
Sicherheitsdruckereien organisierten sich in verschiedenen Organisationen, um gemeinsame Interessen zu vertreten. Eine der wichtigsten Organisationen ist INTERGRAF European Federation for Print and Digital Communication in Brüssel, die nach eigenen Aussagen 21 Landesorganisationen in Europa repräsentiert.

## Zertifizierung von Sicherheitsdruckereien
Zertifizierte Sicherheitsdruckereien erfüllen genormte Anforderungen an Sicherheit der Produkte, Prozesse, Anlagen und weiteren Bereichen.

### Europäisches Komitee für Normung
Auf Betreiben von INTERGRAF und in Zusammenarbeit mit der International Hologram Manufacturers Association (IHMA), der Universal Postal Union (UPU) und VPGI startete 2001 mit Unterstützung des Europäischen Komitees für Normung (CEN) die Definition von vereinheitlichten Anforderungen an Sicherheitsdruckereien. Im November 2002 wurde ein Abschlussdokument mit einem ersten standardisierten Anforderungspaket vorgelegt, nach denen sich Sicherheitsdruckereien zertifizieren lassen können, das CEN Workshop Agreement (CWA) CWA 14641:2009 Anforderungen an Druckunternehmen für das Erstellen von Papieren mit Sicherheitselementen.
CWA 14641 legt die folgenden Grundprinzien für den Sicherheitsdruck fest:
- Sicherheitsdruckereien müssen die Sicherheit ihrer Produkte, Prozesse, Maschinen und Anlagen, Informationen usw. sicherstellen, um nachweislich und aufzeigbar den Anforderungen ihrer Kunden zu entsprechen.
- Die Sicherheitsdruckerei muss dem eigenen Management die Zuversicht geben, dass die angestrebten Sicherheitsziele erreicht und auf dem notwendigen Stand gehalten werden.
- Die Sicherheitsdruckerei muss den Kunden die Sicherheit geben, dass das vereinbarte Sicherheitsniveau erreicht ist oder werden wird. Wenn dies vertraglich gefordert wird, dann kann dies auch enthalten, wie diese Zuversicht gezeigt werden muss.

### International Standards Organization
In einer gemeinsamen Arbeitsgruppe (Joint Working Group, JWG) entwickelten die ISO TC 130, Graphic Technologies, Working Group 5,
und die ISO TC 247 Fraud countermeasures and controls der Internationalen Organisation für Normung die Norm ISO 14298 – Steuerung des Sicherheitsdruckprozesses (Management of security printing processes), in der Minimalanforderungen an Sicherheitsdruckereien definiert werden. Ein ISO-14298-Zertifikat bescheinigt weltweit die Anerkennung als Sicherheitsdruckerei. Die Anforderungen wurden in Zusammenarbeit von INTERGRAF, die International Confederation for the Printing and Allied Industries a.s.b.l. in Brüssel erstellt. Eine Zertifizierung muss in einem dreijährigen Zyklus erneuert werden.

### NASPO International
Die NASPO International (ursprünglich: North American Security Products Organization) ist eine gemeinnützige US-amerikanische Organisation zur Entwicklung von und Zertifizierung nach Standards für Sicherheitsprodukte. Die auf der ISO 14298 aufbauenden Festlegungen der NASPO zu Sicherheitsdruckereien wurden 2013 durch das American National Standards Institute anerkannt und als ANSI/NASPO SA 2013 veröffentlicht. Die Anforderung ist inhaltlich weitgehend identisch mit der ISO 14298. Anders als dort beschränken sich die Anforderungen aber nicht auf Sicherheitsdruckereien, Kartendruckereien und Hersteller von Sicherheitsfolien, sondern dehnen die Anforderungen zusätzlich aus auf Lieferanten von Technologien, also Druckmaschinenherstellern, Papier- oder Farbenproduzenten etc. sowie auf Organisationen, die entsprechende Sicherheitspraktiken einführen wollen.

## Liste von Sicherheitsdruckereien
Diese Liste soll keinen Anspruch auf Vollständigkeit erfüllen. Vielmehr sollen hier bedeutende Sicherheitsdruckereien aufgeführt werden, die mindestens Banknoten oder offizielle Ausweisdokumente drucken oder gedruckt haben.
| Bezeichnung                                                                              | Gründungsjahr | Land                   | Ausweise | Briefmarken | Banknoten | Anmerkungen |
| ---------------------------------------------------------------------------------------- | ------------- | ---------------------- | -------- | ----------- | --------- | --- |
| Bundesdruckerei (BDr)                                                                    | 1879          | Deutschland            | Ja       | Ja          | Ja        | Im Jahr 2000 verkaufte der Bund seine 100 % Anteile an Apax Partners & Co. 2009 wurde der Rückkauf der Bundesdruckerei bekanntgegeben.                                                            |
| Giesecke+Devrient (G+D)                                                                  | 1852          | Deutschland            | Ja       | Ja          | Ja        | weltweit tätig |
| Orell Füssli Sicherheitsdruck                                                            | 1909          | Schweiz                | Ja       |             | Ja        | Orell Füssli ist ein privates Unternehmen und druckt im Auftrag der Schweizerischen Nationalbank seit 1976 als einzige Druckerei Schweizer Franken. Ein Teilunternehmen fertigt die Reisepapiere. |
| Österreichische Banknoten- und Sicherheitsdruck (OeBS)                                   |               | Österreich             |          |             | Ja        | Tochterunternehmen der Oesterreichischen Nationalbank (OeNB) |
| Österreichische Staatsdruckerei                                                          | 1918          | Österreich             | Ja       | Ja          |           | 1999 privatisiert |
| Banque de France (BdF)                                                                   | 1800          | Frankreich             |          |             | Ja        | |
| Imprimerie nationale                                                                     | 1640          | Frankreich             |          |             |           | |
| Oberthur Technologies                                                                    | 1852          | Frankreich             | Ja       |             | Ja        | weltweit tätig |
| Australian Government Publishing Service                                                 |               | Australien             |          |             |           | 1997 privatisiert |
| Bureau of Engraving and Printing (BEP)                                                   | 1862          | Vereinigte Staaten     |          | Ja          | Ja        | Behörde des Finanzministeriums |
| Casa de la Moneda                                                                        |               | Bolivien               |          |             |           | |
| De La Rue                                                                                | 1813          | Vereinigtes Königreich | Ja       |             | Ja        | weltweit tätig |
| Her Majesty’s Stationery Office                                                          |               | Vereinigtes Königreich |          |             |           | 1995 teilprivatisiert |
| Imprimerie Generale                                                                      |               | Belgien                |          |             |           | |
| Magyar Nemzeti Bank (MNB)                                                                | 1924          | Ungarn                 |          |             | Ja        | |
| Istituto Poligrafico e Zecca Dello Stato (IPZS) Istituto Poligrafico e Zecca dello Stato | 1928          | Italien                |          |             |           | |
| Polska Wytwórnia Papierów Wartościowych (PWPW)                                           | 1919          | Polen                  | Ja       |             | Ja        | |
| Queen’s Printer                                                                          |               | Kanada                 |          |             |           | Kanada vergibt das Druckprivileg an private Druckereien, die dann das Attribut „Queen’s Printer“ („King’s Printer“) führen.                                                                       |
| Staatsdrukkerij en Uitgeverij                                                            |               | Niederlande            |          |             |           | 2007 privatisiert |
| Állami Nyomda Plc.                                                                       | 1851          | Ungarn                 |          |             |           | |
| United States Government Printing Office                                                 | 1861          | Vereinigte Staaten     | Ja       |             |           | |
| Waterlow & Sons                                                                          |               | Portugal               |          |             | Ja        | siehe auch: Alves dos Reis |
| Banknoten- und Münzenproduktionsorganisation (SPMO)                                      | 1877          | Iran                   | Ja       |             | Ja        | Tochterunternehmen der Iranische Zentralbank (CBI), seit 1983 als Druckerei |